# Двоїстість (теорія категорій)
Двоїстість у теорії категорій — співвідношення між властивостями категорії C і так званими двоїстими властивостями двоїстої категорії Cop. Взявши твердження щодо категорії C і помінявши місцями образ і прообраз кожного морфізму, як і порядок застосування морфізмів, отримаємо двоїсте твердження, що стосується категорії Cop. Принцип двоїстості полягає в тому, що дійсні твердження після такої операції переходять у дійсні, а хибні — в хибні.

## Формальне визначення
Мова теорії категорій визначається як мова першого порядку з двома видами символів — об'єктами та морфізмами, з властивістю об'єкта бути образом або прообразом морфізму, а також із символом для композиції морфізмів.
Нехай σ — будь-яке слово мови. Двоїсте йому слово σop утворюється за такими правилами:
- поміняти місцями всі «образи» на «прообрази» σ,
- обернути порядок композиції морфізмів, тобто всі входження {\displaystyle g\circ f} замінити на {\displaystyle f\circ g}.

Іншими словами, необхідно обернути всі стрілки та переставити аргументи всіх композицій.
Двоїстість — це спостереження, що σ виконується в деякій категорії C тоді й лише тоді, коли σop виконано в Cop.

## Приклади
- Морфізм {\displaystyle f\colon A\to B} — мономорфізм, коли з {\displaystyle f\circ g=f\circ h} випливає {\displaystyle g=h}. Застосувавши операцію двоїстості, отримуємо твердження про те, що з {\displaystyle g\circ f=h\circ f} випливає {\displaystyle g=h}. Для морфізму {\displaystyle f\colon B\to A}, це означає точно те, що f — епіморфізм. Отже, властивість «бути мономорфізмом» двоїста властивості «бути епіморфізмом».
- Границя і кограниця — двоїсті поняття.
- Початковий об'єкт та термінальний об'єкт — двоїсті поняття.